# 賀来鎮綱
賀来 鎮綱（かく しげつな、生没年不詳）は、戦国時代から安土桃山時代の武将。大友氏の家臣。由原八幡宮大宮司。官途は兵部少輔、刑部少輔、民部少輔。法名道仙。母は宮千代女。妻は大友義統の養女（実は田北鑑重の娘）。子に賀来正綱、宮師豪栄（賀来八房）。

## 概要
神職にありながら武勇と兵術を好み、武将として活躍。忠節の志の深い人物で、大友宗麟の密旨を受けて偽って島津氏に降り、敵情を探った。豊薩合戦の際には島津勢の将として参加して、敵の戦略を一々、丹生島に密告した。島津勢の大将島津家久はこれに気付き、鎮綱親子を招集して詰問するが、剛胆をみせて難を切り抜けた。天正15年（1587年）3月の豊後撤収まで家久の陣中にあり、退却する島津勢を山間部で伏兵で襲い、首級を多く挙げた。これを丹生島に送って実検を受けて宗麟より激賞され、朱印状を賜った。豊臣秀吉が九州征伐に出陣すると、鎮綱は島津氏に一旦降ったことで吟味されるが、内通して働いたその忠節を秀吉よりも賞されて、感状を受けた。
その後、文禄・慶長の役にも出陣し、同戦役での不手際で大友義統が秀吉によって改易されると牢人になり、豊後国を出る際に鎮綱は義統に二君に仕えないと堅く約束した。萩に来てからは、家伝の武芸を指南した。